# Gezabele (nome)
Gezabele  è un nome proprio di persona italiano femminile.

## Varianti in altre lingue
- Ceco: Jezábel
- Ebraico: אִיזֶבֶל ('Izevel[1], Izebhel[2], Izebel[3], 'Izebhel[4])
- Francese: Jézabel
- Inglese: Jezebel[1], Jezabel
- Norvegese: Jesabel
- Olandese: Izebel
- Polacco: Izebel
- Spagnolo: Jezabel
- Svedese: Jisebel
- Tedesco: Isebel
- Ungherese: Izebel

## Origine e diffusione

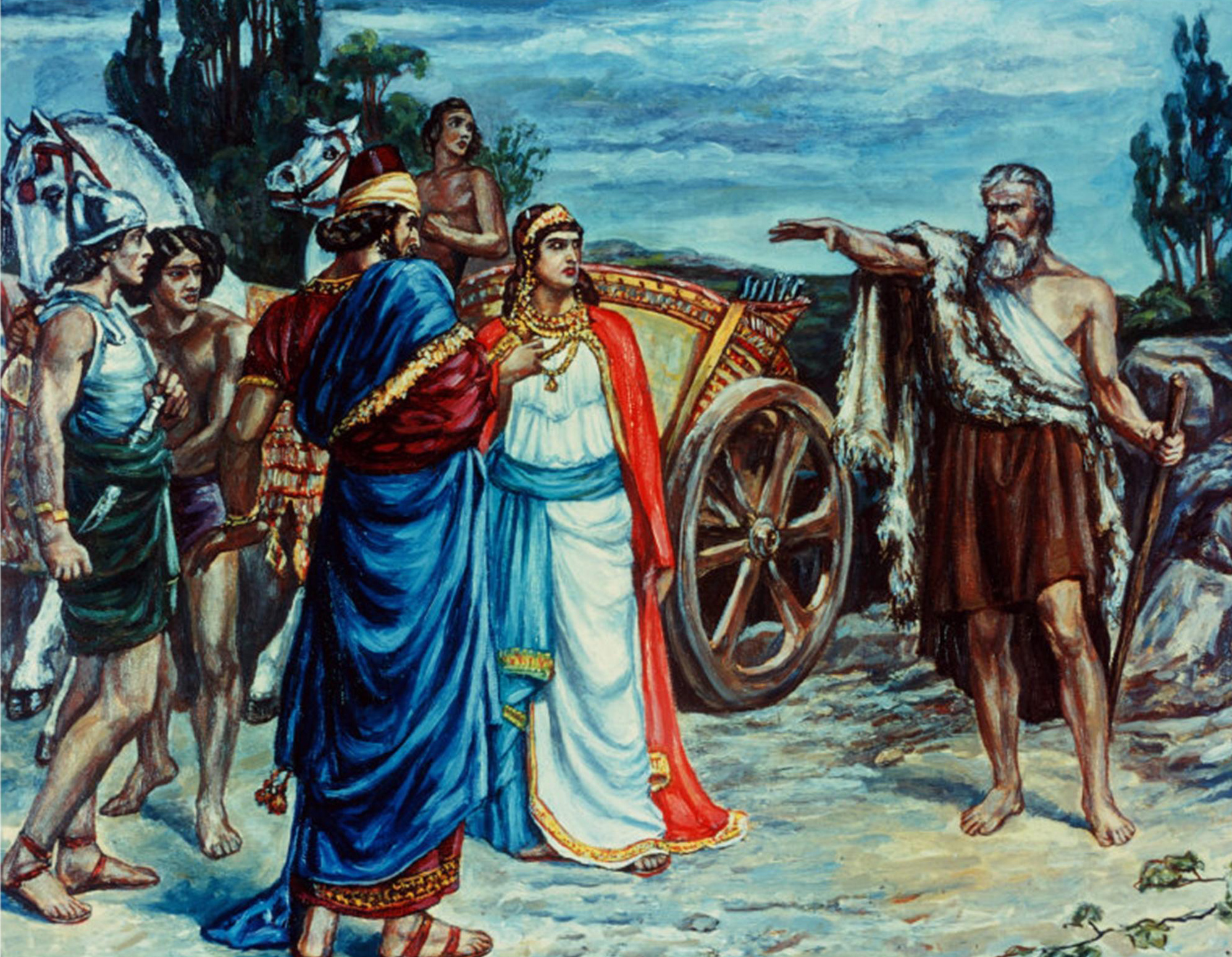
Acab e Gezabele di fronte al profeta Elia nella vigna di Nabot, di Frank Dicksee

Va ricondotto all'ebraico אִיזֶבֶל ('Izevel, Izebhel o Izebel), di etimologia e significato incerti: tra le varie interpretazioni proposte, vi sono "non esaltata", "casta", "non sposata" e "giuramento di Baal"; alternativamente viene correlato al fenicio ezbel, col significato di "amante di Baal". Altre fonti ancora riportano come significato "dov'è il principe?", mutuato da un nome fenicio il cui significato originale era "Baal è il principe". Non è infrequente che tale nome venga indicato come origine di Isabella, che però è un derivato di Elisabetta.
È un nome biblico, portato nell'Antico Testamento da Gezabele, la moglie di Acab. Si tratta di un personaggio negativo dalla fine decisamente tragica - viene defenestrata e divorata dai cani - e il suo nome è entrato in uso nella lingua inglese per indicare una "donna impudente". Il nome è presente anche nel Nuovo Testamento, portato da una donna di Tiatira, autoproclamatasi profetessa, accusata di diversi peccati; in questo caso potrebbe non essere stato il suo nome reale, bensì un nome attribuitole simbolicamente.

## Onomastico
Non esistono sante che portino questo nome, che quindi è adespota. L'onomastico può essere festeggiato in occasione di Ognissanti, il 1º novembre.

## Persone

### Variante Jezebel
- Sarah Jezebel Deva, cantante britannica

## Il nome nelle arti
- Jezabel è un romanzo di Irène Némirovsky del 1936.
- Jezebel è un personaggio del film del 1990 Allucinazione perversa, diretto da Adrian Lyne.
- Jezebel Jet è un personaggio dei fumetti DC Comics.
- Jezebel "Jessie" Navodny è un personaggio del romanzo di Isaac Asimov Abissi d'acciaio.
- Jezebel Ogilvie è un personaggio della serie televisiva Cape Wrath - Fuga dal passato.
- Jezebel è il titolo originale di Figlia del vento, film del 1938 diretto da William Wyler.
- Jezebel è un brano dei The Rasmus del 2022.

## Curiosità
- Jezebel è il nome dato ad un esemplare di arpia (Harpia harpyja) che raggiunse l'eccezionale peso di 12.3 kg[8]